# Challenge Ciclista a Mallorca 2020
La 29.ª edición de la Challenge Ciclista a Mallorca fue una serie de carreras de ciclismo que se celebró en España entre el 30 de enero y el 2 de febrero de 2020 sobre un recorrido total de 639,3 kilómetros en la isla balear de Mallorca.
Las cuatro carreras formaron parte del UCI Europe Tour 2020, calendario ciclístico de los Circuitos Continentales UCI dentro de la categoría 1.1.

## Equipos participantes
Tomaron parte en la carrera 23 equipos: 5 de categoría UCI WorldTeam, 9 de categoría UCI ProTeam, 8 de categoría Continental y una selección nacional. Los equipos participantes fueron:
| WorldTeams (5)- Bora-Hansgrohe - Lotto Soudal - Movistar Team - Israel Start-Up Nation - Trek-Segafredo ProTeams (9)- Bardiani CSF Faizanè - Burgos-BH - Caja Rural-Seguros RGA - Euskaltel-Euskadi - Arkéa-Samsic - Gazprom-RusVelo - Sport Vlaanderen-Baloise - Circus-Wanty Gobert - Vini Zabù-KTM Equipos continentales (8)- Kometa-Xstra - Canyon DHB p/b Bloor Homes - Team SKS Sauerland NRW - Gios Kiwi Atlántico - Equipo Kern Pharma - Team Work Service Romagnano - Swiss Racing Academy - Memil Equipo nacional- Suiza |
| |

## Clasificaciones finales
- Las clasificaciones finalizaron de la siguiente forma:[3][4][5][6]

### Trofeo Las Salinas-Campos-Porreras-Felanich
| \| Clasificación general \| Clasificación general \| Clasificación general \| Clasificación general \| Clasificación general \| \| Ciclista \| Ciclista \| Equipo \| Tiempo \| \| \| --------------------- \| --------------------- \| ---------------------- \| --------------------- \| --------------------- \| \| 1.º \| Matteo Moschetti \| Trek-Segafredo \| \| \| \| 2.º \| Pascal Ackermann \| Bora-Hansgrohe \| + 0 s \| \| \| 3.º \| Jon Aberasturi \| Caja Rural-Seguros RGA \| + 0 s \| \| \| 4.º \| Enrique Sanz \| Equipo Kern Pharma \| + 0 s \| \| \| 5.º \| Andrea Pasqualon \| Circus-Wanty Gobert \| + 0 s \| \| \| 6.º \| Emīls Liepiņš \| Trek-Segafredo \| + 0 s \| \| \| 7.º \| Tom Van Asbroeck \| Israel Start-Up Nation \| + 0 s \| \| \| 8.º \| Nacer Bouhanni \| Arkéa-Samsic \| + 0 s \| \| \| 9.º \| Manuel Peñalver \| Burgos-BH \| + 0 s \| \| \| 10.º \| Viacheslav Kuznetsov \| Gazprom-RusVelo \| + 0 s \| \| |                      |                        |        |
| |                      |                        |        |
| Fuente: ProCyclingStats |                      |                        |        |
| Clasificación general |                      |                        |        |
| Ciclista | Ciclista             | Equipo                 | Tiempo |
| 1.º | Matteo Moschetti     | Trek-Segafredo         |        |
| 2.º | Pascal Ackermann     | Bora-Hansgrohe         | + 0 s  |
| 3.º | Jon Aberasturi       | Caja Rural-Seguros RGA | + 0 s  |
| 4.º | Enrique Sanz         | Equipo Kern Pharma     | + 0 s  |
| 5.º | Andrea Pasqualon     | Circus-Wanty Gobert    | + 0 s  |
| 6.º | Emīls Liepiņš        | Trek-Segafredo         | + 0 s  |
| 7.º | Tom Van Asbroeck     | Israel Start-Up Nation | + 0 s  |
| 8.º | Nacer Bouhanni       | Arkéa-Samsic           | + 0 s  |
| 9.º | Manuel Peñalver      | Burgos-BH              | + 0 s  |
| 10.º | Viacheslav Kuznetsov | Gazprom-RusVelo        | + 0 s  |

### Trofeo Serra de Tramuntana
| \| Clasificación general \| Clasificación general \| Clasificación general \| Clasificación general \| Clasificación general \| \| Ciclista \| Ciclista \| Equipo \| Tiempo \| \| \| --------------------- \| ----------------------- \| ------------------------ \| --------------------- \| --------------------- \| \| 1.º \| Emanuel Buchmann \| Bora-Hansgrohe \| 3 h 55 min 53 s \| \| \| 2.º \| Alejandro Valverde \| Movistar Team \| + 38 s \| \| \| 3.º \| Gregor Mühlberger \| Bora-Hansgrohe \| + 38 s \| \| \| 4.º \| Diego Rosa \| Arkéa-Samsic \| + 38 s \| \| \| 5.º \| Sander Armée \| Lotto-Soudal \| + 38 s \| \| \| 6.º \| Loïc Vliegen \| Circus-Wanty Gobert \| + 38 s \| \| \| 7.º \| Thomas Sprengers \| Sport Vlaanderen-Baloise \| + 38 s \| \| \| 8.º \| Rubén Fernández Andújar \| Fundación-Orbea \| + 38 s \| \| \| 9.º \| Márton Dina \| Kometa-Xstra \| + 38 s \| \| \| 10.º \| Harm Vanhoucke \| Lotto-Soudal \| + 38 s \| \| |                         |                          |                 |
| |                         |                          |                 |
| Fuente: ProCyclingStats |                         |                          |                 |
| Clasificación general |                         |                          |                 |
| Ciclista | Ciclista                | Equipo                   | Tiempo          |
| 1.º | Emanuel Buchmann        | Bora-Hansgrohe           | 3 h 55 min 53 s |
| 2.º | Alejandro Valverde      | Movistar Team            | + 38 s          |
| 3.º | Gregor Mühlberger       | Bora-Hansgrohe           | + 38 s          |
| 4.º | Diego Rosa              | Arkéa-Samsic             | + 38 s          |
| 5.º | Sander Armée            | Lotto-Soudal             | + 38 s          |
| 6.º | Loïc Vliegen            | Circus-Wanty Gobert      | + 38 s          |
| 7.º | Thomas Sprengers        | Sport Vlaanderen-Baloise | + 38 s          |
| 8.º | Rubén Fernández Andújar | Fundación-Orbea          | + 38 s          |
| 9.º | Márton Dina             | Kometa-Xstra             | + 38 s          |
| 10.º | Harm Vanhoucke          | Lotto-Soudal             | + 38 s          |

### Trofeo Pollensa-Andrach
| \| Clasificación general \| Clasificación general \| Clasificación general \| Clasificación general \| Clasificación general \| \| Ciclista \| Ciclista \| Equipo \| Tiempo \| \| \| --------------------- \| ----------------------- \| --------------------- \| --------------------- \| --------------------- \| \| 1.º \| Marc Soler \| Movistar Team \| \| \| \| 2.º \| Gregor Mühlberger \| Bora-Hansgrohe \| \| \| \| 3.º \| Davide Villella \| Movistar Team \| \| \| \| 4.º \| Lennard Kämna \| Bora-Hansgrohe \| \| \| \| 5.º \| Diego Rosa \| Arkéa-Samsic \| \| \| \| 6.º \| Tomasz Marczynski \| Lotto-Soudal \| \| \| \| 7.º \| Rubén Fernández Andújar \| Fundación-Orbea \| \| \| \| 8.º \| Loïc Vliegen \| Circus-Wanty Gobert \| \| \| \| 9.º \| Emanuel Buchmann \| Bora-Hansgrohe \| \| \| \| 10.º \| Alejandro Valverde \| Movistar Team \| \| \| |                         |                     |        |
| |                         |                     |        |
| Fuente: ProCyclingStats |                         |                     |        |
| Clasificación general |                         |                     |        |
| Ciclista | Ciclista                | Equipo              | Tiempo |
| 1.º | Marc Soler              | Movistar Team       |        |
| 2.º | Gregor Mühlberger       | Bora-Hansgrohe      |        |
| 3.º | Davide Villella         | Movistar Team       |        |
| 4.º | Lennard Kämna           | Bora-Hansgrohe      |        |
| 5.º | Diego Rosa              | Arkéa-Samsic        |        |
| 6.º | Tomasz Marczynski       | Lotto-Soudal        |        |
| 7.º | Rubén Fernández Andújar | Fundación-Orbea     |        |
| 8.º | Loïc Vliegen            | Circus-Wanty Gobert |        |
| 9.º | Emanuel Buchmann        | Bora-Hansgrohe      |        |
| 10.º | Alejandro Valverde      | Movistar Team       |        |

### Trofeo Playa de Palma-Palma
| \| Clasificación general \| Clasificación general \| Clasificación general \| Clasificación general \| Clasificación general \| \| Ciclista \| Ciclista \| Equipo \| Tiempo \| \| \| --------------------- \| --------------------- \| ------------------------ \| --------------------- \| --------------------- \| \| 1.º \| Matteo Moschetti \| Trek-Segafredo \| 3 h 46 min 29 s \| \| \| 2.º \| Pascal Ackermann \| Bora-Hansgrohe \| + 0 s \| \| \| 3.º \| Andrea Pasqualon \| Circus-Wanty Gobert \| + 0 s \| \| \| 4.º \| Amaury Capiot \| Sport Vlaanderen-Baloise \| + 0 s \| \| \| 5.º \| Stefano Oldani \| Lotto-Soudal \| + 0 s \| \| \| 6.º \| Cedric Beullens \| Sport Vlaanderen-Baloise \| + 0 s \| \| \| 7.º \| Juanjo Lobato \| Fundación-Orbea \| + 0 s \| \| \| 8.º \| Jon Aberasturi \| Caja Rural-Seguros RGA \| + 0 s \| \| \| 9.º \| Emīls Liepiņš \| Trek-Segafredo \| + 0 s \| \| \| 10.º \| Giovanni Lonardi \| Bardiani CSF Faizanè \| + 0 s \| \| |                  |                          |                 |
| |                  |                          |                 |
| Fuente: ProCyclingStats |                  |                          |                 |
| Clasificación general |                  |                          |                 |
| Ciclista | Ciclista         | Equipo                   | Tiempo          |
| 1.º | Matteo Moschetti | Trek-Segafredo           | 3 h 46 min 29 s |
| 2.º | Pascal Ackermann | Bora-Hansgrohe           | + 0 s           |
| 3.º | Andrea Pasqualon | Circus-Wanty Gobert      | + 0 s           |
| 4.º | Amaury Capiot    | Sport Vlaanderen-Baloise | + 0 s           |
| 5.º | Stefano Oldani   | Lotto-Soudal             | + 0 s           |
| 6.º | Cedric Beullens  | Sport Vlaanderen-Baloise | + 0 s           |
| 7.º | Juanjo Lobato    | Fundación-Orbea          | + 0 s           |
| 8.º | Jon Aberasturi   | Caja Rural-Seguros RGA   | + 0 s           |
| 9.º | Emīls Liepiņš    | Trek-Segafredo           | + 0 s           |
| 10.º | Giovanni Lonardi | Bardiani CSF Faizanè     | + 0 s           |